# Wingwheel

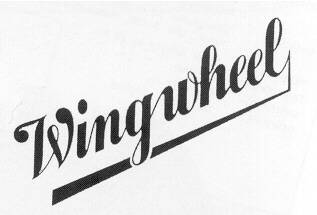
Logo van Wingwheel

Wingwheel is een historisch merk van hulpmotoren.
De Wingwheel is een Nederlands naafmotortje dat nooit de kinderziekten te boven kwam. Het werd rond 1950 compleet geleverd met tank en wiel, want hij was in het voorwiel ingebouwd. Men was voor ƒ 315,- eigenaar en tevens een jaar allrisk verzekerd.